# Āzād Kīn
Āzād Kīn (persiska: آزاد كين) är en ort i Iran.   Den ligger i provinsen Markazi, i den nordvästra delen av landet, 130 km väster om huvudstaden Teheran. Āzād Kīn ligger 1 834 meter över havet och antalet invånare är 132.
Terrängen runt Āzād Kīn är lite bergig.Runt Āzād Kīn är det ganska glesbefolkat, med 27 invånare per kvadratkilometer. Närmaste större samhälle är Verdeh, 11,0 km sydost om Āzād Kīn. Trakten runt Āzād Kīn består i huvudsak av gräsmarker.